# Onze-Lieve-Vrouwekerk (Bremen)
De Onze-Lieve-Vrouwekerk (Duits: Kirche Unser Lieben Frauen) staat in het hart van de Duitse stad Bremen, direct naast het raadhuis, en is naast de Bremer Dom de oudste kerk van de stad.

## Geschiedenis
Oorspronkelijk was de kerk gewijd aan de heilige Vitus. De kerk diende als marktkerk, later ook als raadskerk. Rond 1020 volgde nieuwbouw, waarvan de met middeleeuwse muurschilderingen gedecoreerde crypte bewaard gebleven is. Halverwege de 12e eeuw werd de kerk tot een basiliek verbouwd. Omstreeks 1220 werd de kerk gewijd ter ere van Onze-Lieve-Vrouw. Vanaf 1230 werd het gebouw tot een vroeggotische hallenkerk verbouwd. Uit deze periode dateert eveneens het westwerk met de twee torens. In de noordelijke toren bevonden zich geruime tijd de overheidsarchieven van de Bremer raad. Het koor werd in de 14e eeuw vergroot.

## Verwoesting en herbouw
In de Tweede Wereldoorlog leed de kerk ernstige schade. Uit voorzorg werden de kansel, de banken en de zijgalerijen verwijderd uit de kerk. In december werd de kerk door een luchtaanval zwaar beschadigd. Het godshuis was toen nog slechts ten dele te gebruiken. Begin oktober 1944 kreeg de noordelijke toren een voltreffer en brandde vervolgens volledig uit. De brand in de toren sloeg echter over naar het kerkschip en verwoestte het gehele neogotische interieur.
Na de oorlog werden de deels dichtgemetselde vensters in het koor en het zuidelijk schip heropend. Het orgel kwam niet meer op de oude plaats in het middenschip terug maar verhuisde naar het zuidelijke schip, waardoor het roosvenster weer volledig zichtbaar werd. Een nieuwe sacristie aan de noordzijde van het koor verving een aanbouw uit 1914 en de noordelijke toren kreeg de verwoeste spits terug.
Na de wederopbouw, die met de installatie van het nieuwe orgel in 1953 afgesloten werd, veroorzaakte het nieuwe nuchtere interieur zo'n grote nagalm, dat er maatregelen nodig waren om de akoestiek te verbeteren. Daarom werd in de jaren 1958-1965 het interieur naar het ontwerp van de architect Dieter Oesterlen opnieuw vormgegeven. Belangrijkste wijziging betrof de verwijdering van de middeleeuwse stuclaag over de gewelven en muren. Dit leidde in eerste instantie tot heftige kritiek van bouwhistorici. De kritiek verstomde echter nadat de prachtige 19 gebrandschilderde glazen van de Fransman Alfred Manessier werden geplaatst.

## Afmetingen
De Onze-Lieve-Vrouwekerk bezit twee torens. De noordelijke toren is inclusief de ongeveer 6 meter hoge windvaan 84,2 meter hoog. Daarmee heeft de kerk na de beide torens van de Dom de hoogste kerktoren van Bremen. De torenklok bevindt zich op een hoogte van 37,4 meter. De kleinere zuidelijke toren heeft een hoogte van 30,5 meter. Het dak van het kerkschip bedraagt 22,9 meter.
De lengte van de kerk is 59 meter en de totale breedte 34 meter.

## Orgel
Het orgel is in 1953 gebouwd door Paul Ott (Göttingen). De torentravee was destijds dichtgemetseld, waardoor het orgel aan de westelijke muur van de travee kwam te staan. In 1964 werd het opnieuw geïnstalleerd in een nieuwe behuizing aan de westelijke muur van de zuidelijke zijbeuk. De laatste aanpassing vond plaats in 1984 door de orgelbouwer Karl Schuke (Berlijn). Hierbij is ook de dispositie van het orgel enigszins gewijzigd.

### Dispositie van het orgel
| I Rugwerk C–f3 |                 |      |
| 1.             | Holzpfeife      | 8′   |
| 2.             | Quintadena      | 8′   |
| 3.             | Principal       | 4′   |
| 4.             | Rohrflöte       | 4′   |
| 5.             | Sesquialtera II | 2⁄3′ |
| 6.             | Waldflöte       | 2′   |
| 7.             | Octave          | 1′   |
| 8.             | Scharff IV-V    |      |
| 9.             | Dulcian         | 8′   |
|                | Tremulant       |      |
|                | Cymbaal         |      |

| II Hoofdwerk C–f3 |                |      |
| 10.               | Quintadena     | 16′  |
| 11.               | Principal      | 8′   |
| 12.               | Hohlflöte      | 8′   |
| 13.               | Octave         | 4′   |
| 14.               | Spitzflöte     | 4′   |
| 15.               | Nasat          | 2⁄3′ |
| 16.               | Octave         | 2′   |
| 17.               | Mixtur VI-VIII |      |
| 18.               | Trompete       | 16′  |
| 19.               | Span. Trompete | 8′   |
| 20.               | Trompete       | 4′   |

| III Borstwerk C–f3 |               |       |
| 21.                | Gedackt       | 8′    |
| 22.                | Principal     | 4′    |
| 23.                | Blockflöte    | 4′    |
| 24.                | Gemshorn      | 2′    |
| 25.                | Terz          | 13⁄5′ |
| 26.                | Quinte        | 1⁄3′  |
| 27.                | Cymbel III-IV |       |
| 28.                | Vox humana    | 8′    |
|                    | Tremulant     |       |

| Pedaal C–f1 |                 |     |
| 29.         | Principal       | 16′ |
| 30.         | Subbaß          | 16′ |
| 31.         | Octave          | 8′  |
| 32.         | Gedacktpommer   | 8′  |
| 33.         | Octave          | 4′  |
| 34.         | Holzflöte       | 4′  |
| 35.         | Nachthorn       | 2′  |
| 36.         | Rauschpfeife II |     |
| 37.         | Mixtur X        |     |
| 38.         | Posaune         | 16′ |
| 39.         | Trompete        | 8′  |
| 40.         | Schallmey       | 4′  |

- Koppels: I/II, III/II, I/P, II/P

## Afbeeldingen

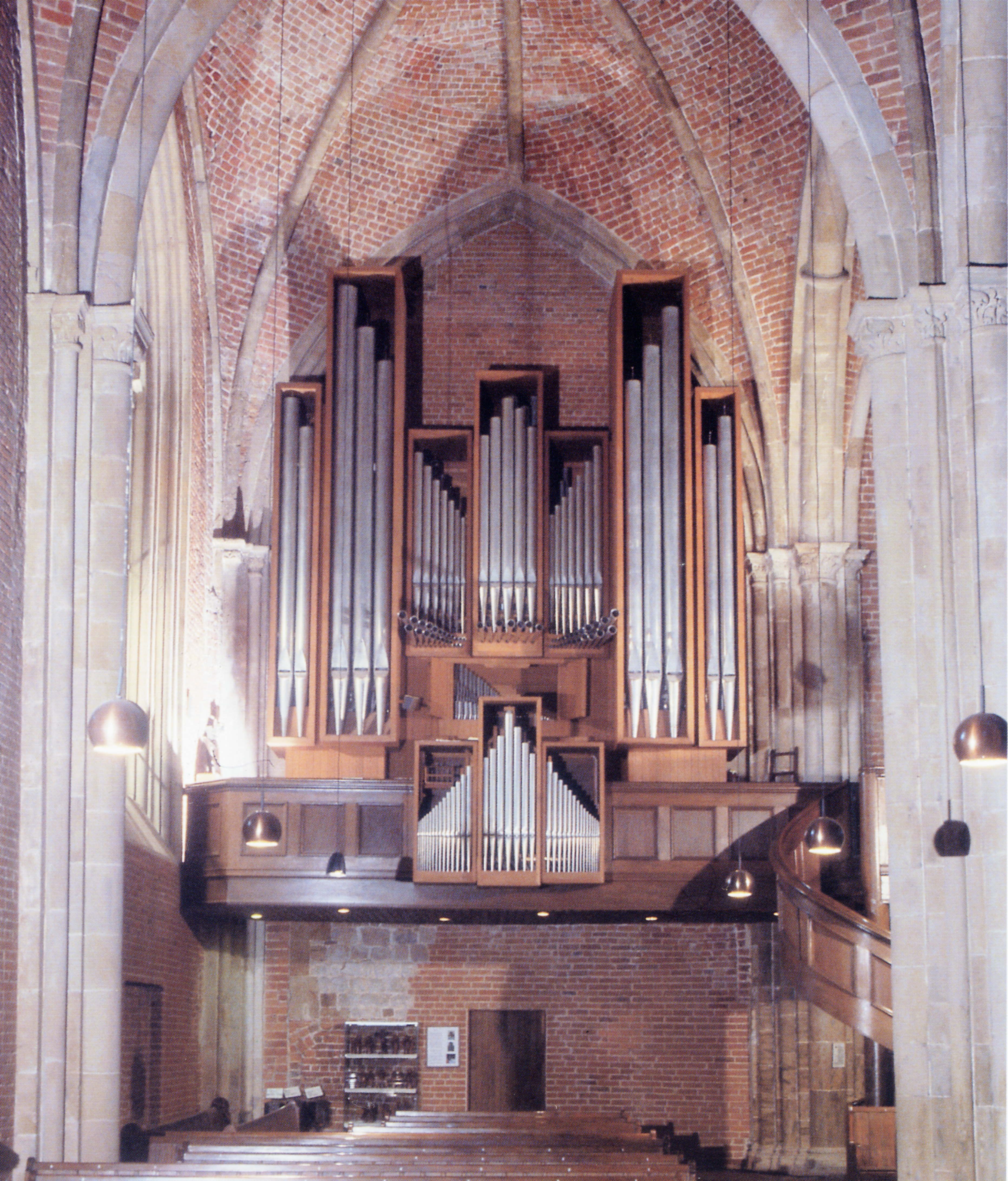
Orgel
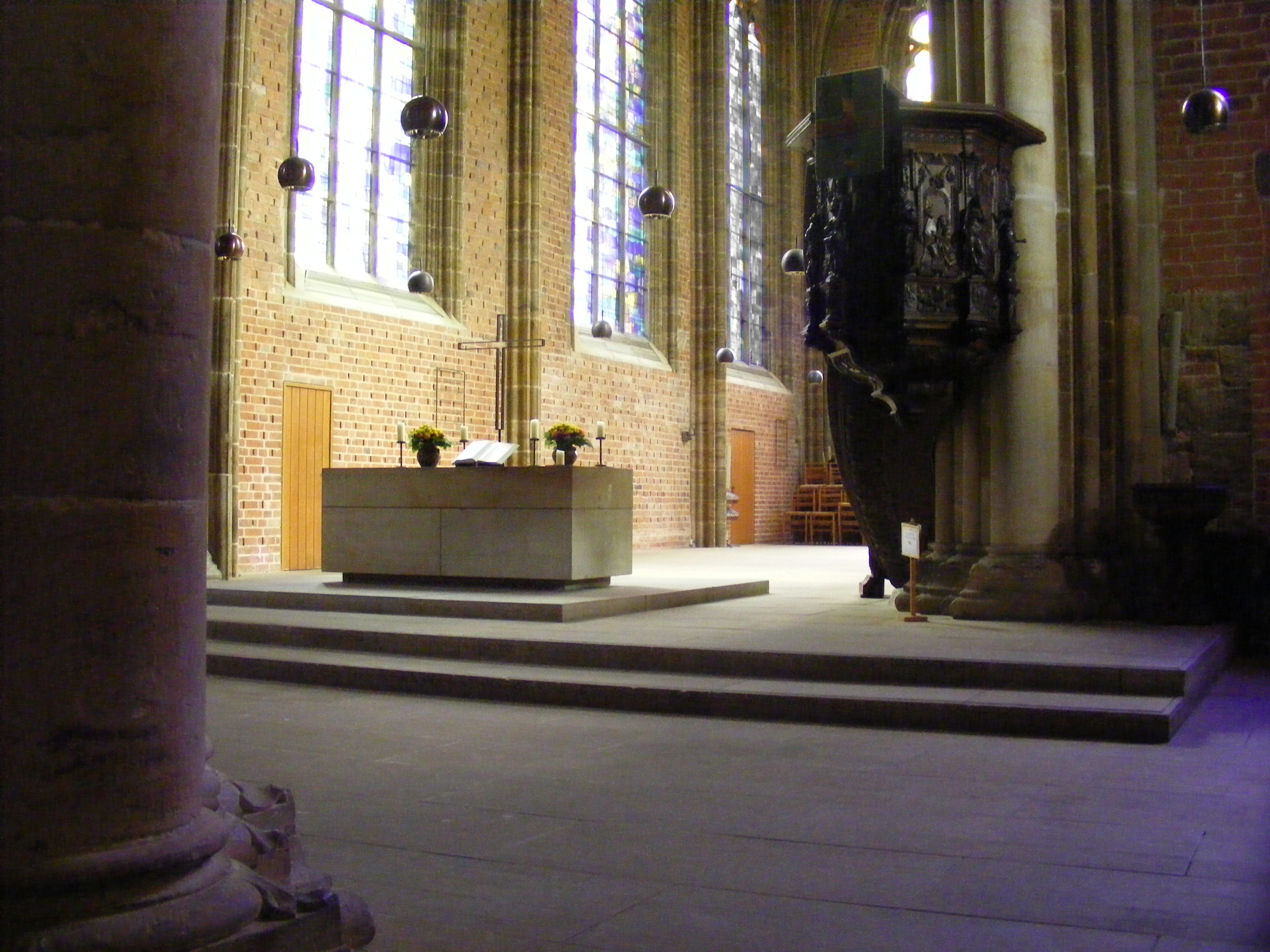
Altaar
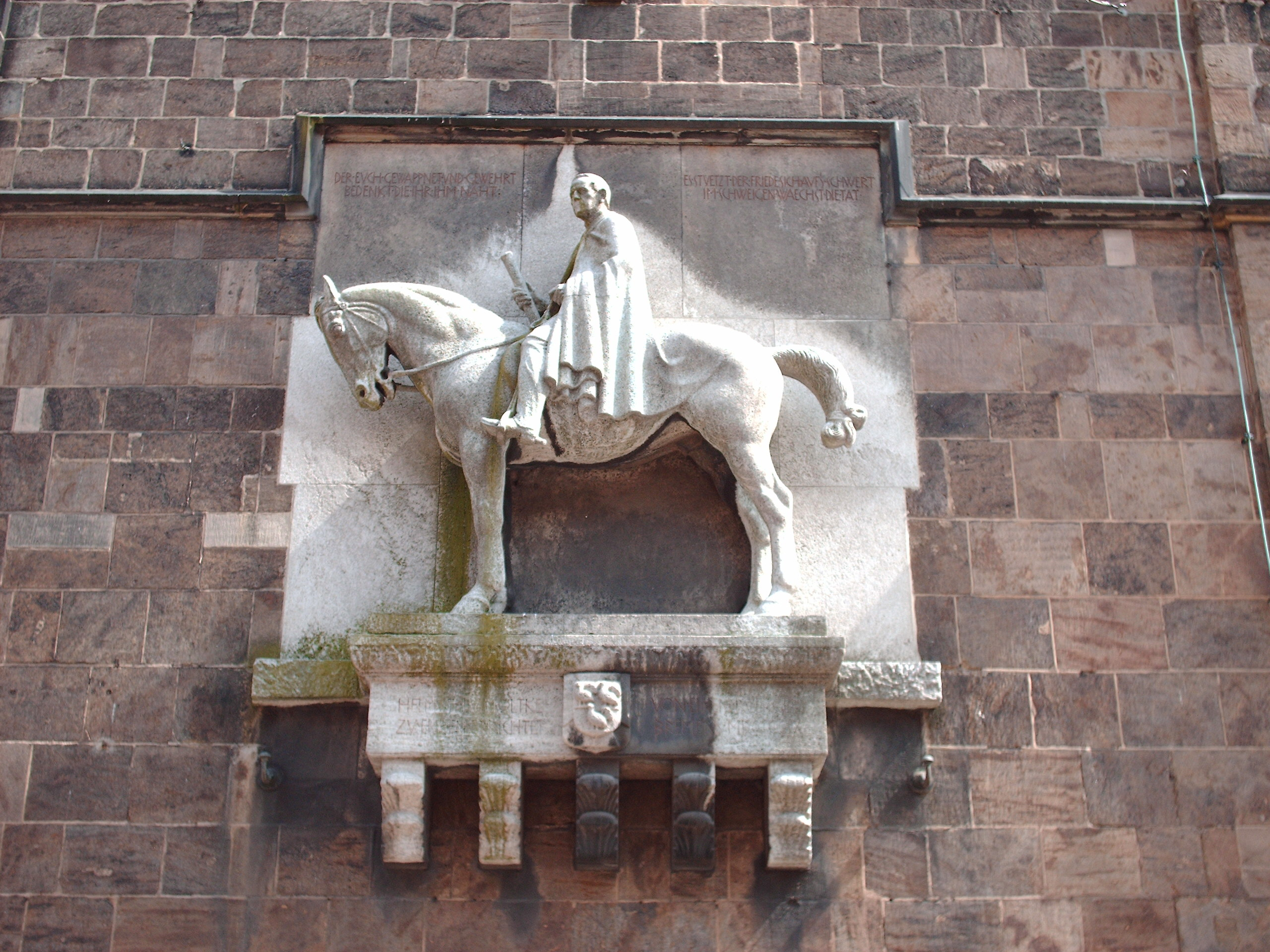
Monument generaal Helmuth Karl Bernhard von Moltke aan de toren
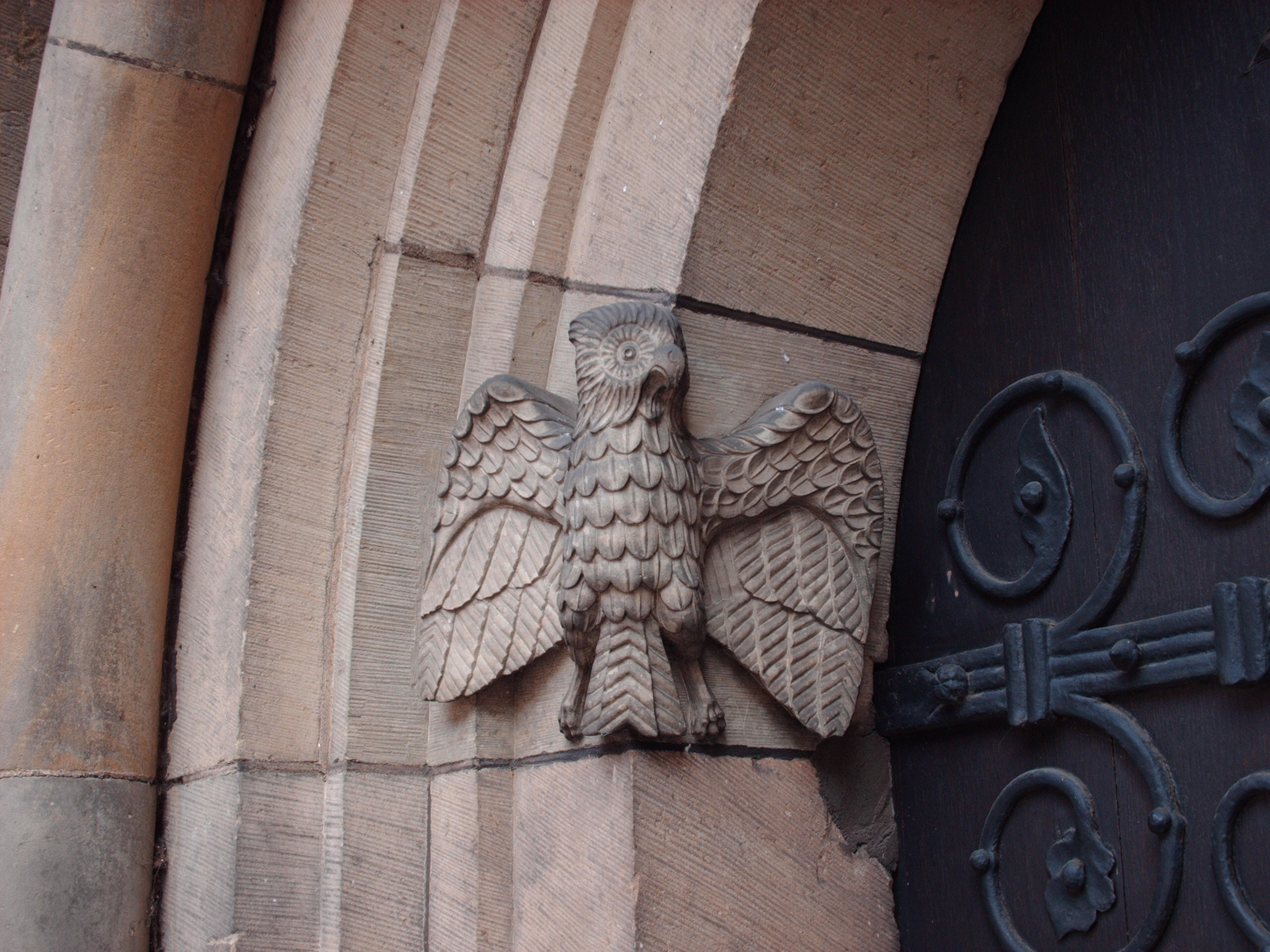
Portaaldecoratie